# Jan Pawlica
Jan Pawlica (ur. 3 listopada 1923 w Zakopanem, zm. 18 października 1972 tamże) – narciarz, olimpijczyk z St. Moritz 1948.
Mistrz Polski w slalomie specjalnym w 1946 roku oraz wicemistrz w 1947 i 1950 r. Był również brązowym medalistą w kombinacji alpejskiej w 1946 i 1947 roku.
Na igrzyskach olimpijskich w 1948  nie ukończył biegu zjazdowego z powodu kontuzji (złamał nogę). Pochowany na Nowym Cmentarzu przy ulicy Nowotarskiej w Zakopanem (kw. L-A-1).

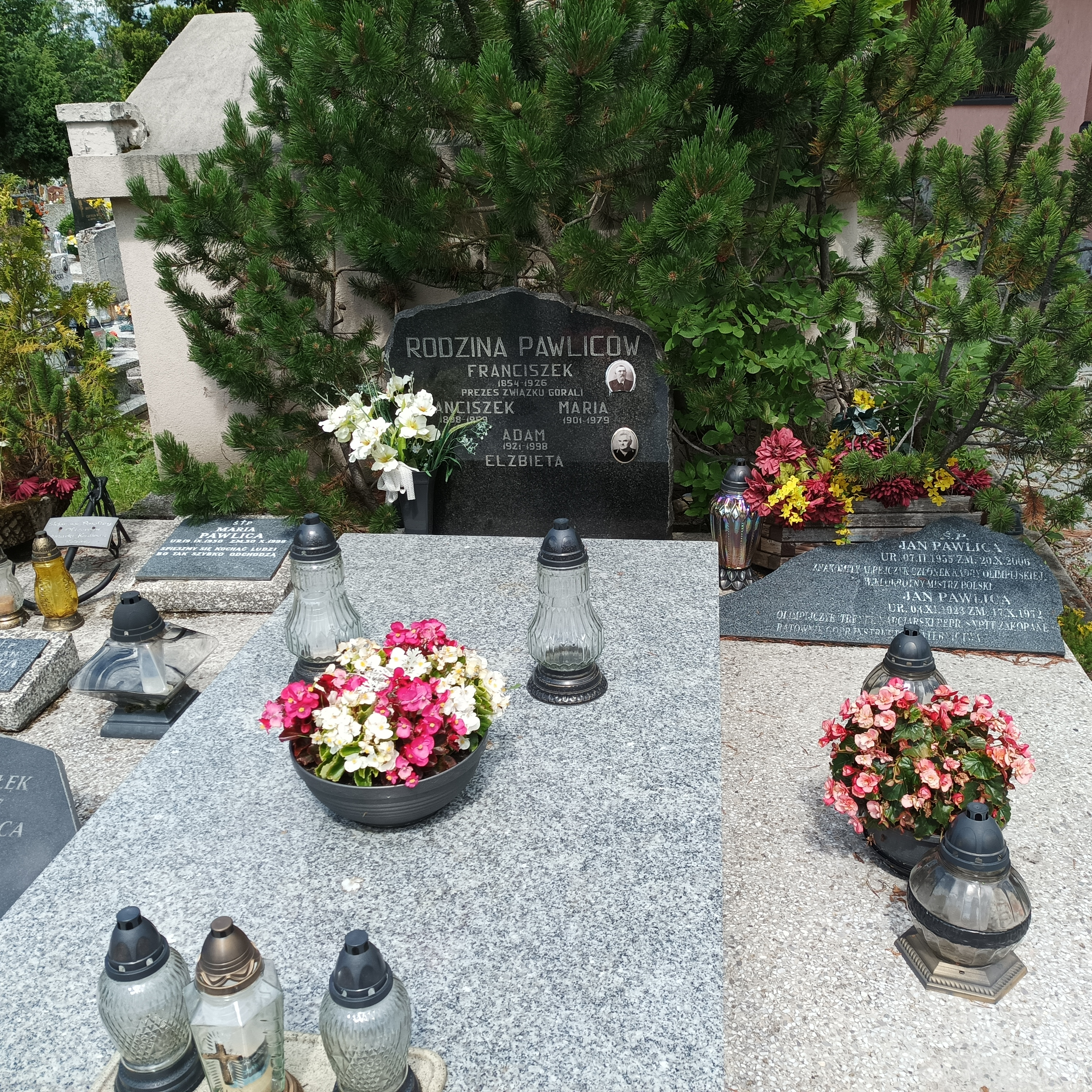
Grób Jana Pawlicy na Nowym Cmentarzu w Zakopanem